# Cmentarz wojenny w Berżnikach
Cmentarz wojenny w Berżnikach – cmentarz żołnierzy niemieckich i rosyjskich poległych w czasie I wojny światowej. Spoczywa na nim 153 żołnierzy niemieckich i 358 rosyjskich.
Cmentarz znajduje się na wschodnim krańcu wsi Berżniki przy skrzyżowaniu dróg. Jest założony na planie wieloboku i ogrodzony drewnianym płotem z bramką od strony drogi. W centralnej części znajduje się pomnik zwieńczony betonowym krzyżem z tablicą w języku polskim. Za pomnikiem znajdują się dwa drewniane krzyże połączone ramionami: prawosławny i łaciński. Mogiły ziemne oznaczone drewnianymi krzyżami łacińskimi ułożone są w 5 rzędów.
Cmentarz figuruje w rejestrze zabytków województwa podlaskiego pod numerem 324 z 10 marca 1983 roku.